# Jílový vrch
Jílový vrch, německy Maderberg, je kopec s nadmořskou výškou 616 m, který se nachází nad zaniklou německou vesnicí Nepřívaz v Oderských vrších ve vojenském újezdu Libavá v okrese Olomouc v Olomouckém kraji. Kopec se nachází ve vojenském prostoru a tak je bez povolení nepřístupný. Jílový vrch je také využíván jako malý vojenský heliport. Kopec se nachází na katastrálním území Velká Střelná. Severovýchodním směrem od vrcholu Jílového vrchu se nacházel dřevěný větrný mlýn. Tento větrný mlýn v roce 1935 namaloval Karel Toman (nar. 1889 až ?) na papír kombinovanou technikou (kresba perem a akvarel).

Pod Jílovým vrchem pramení Nepřívazský potok (v lokalitě Pod Nepřívazským kopcem), na kterém je také Nepřívazský vodopád.

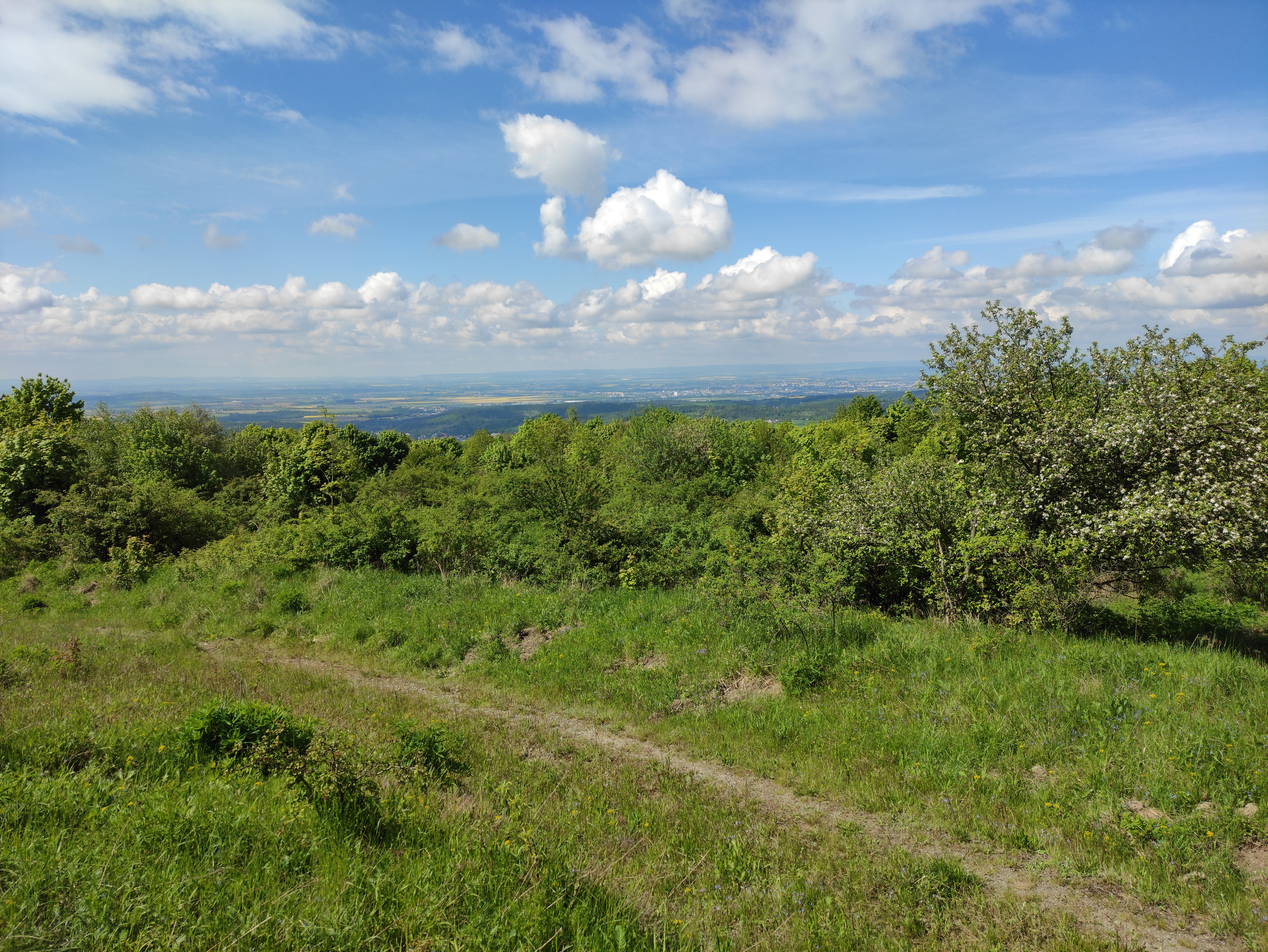
Výhled z Jílového vrchu směrem na Olomouc